# Phyllanthus talbotii
Phyllanthus talbotii är en emblikaväxtart som beskrevs av Sedgw.. Phyllanthus talbotii ingår i släktet Phyllanthus och familjen emblikaväxter. Inga underarter finns listade i Catalogue of Life.